# Canzoniere di Ajuda

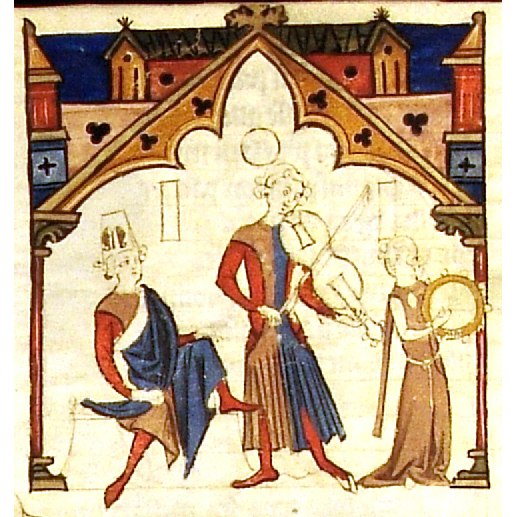
Miniatura del Cancioneiro da Ajuda

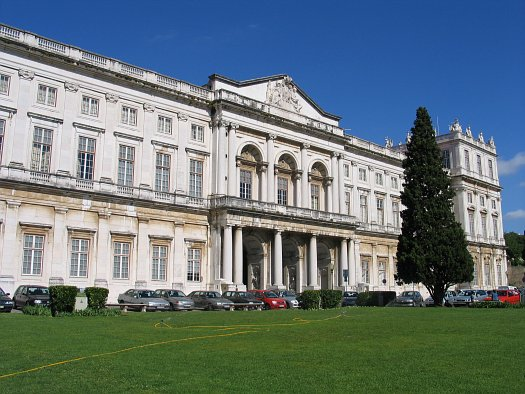
Palazzo Nazionale di Ajuda, a Lisbona

Il Canzoniere di Ajuda (in portoghese Cancioneiro da Ajuda) è uno dei tre canzonieri conservati della lirica galiziano-portoghese medievale. Prende il suo nome dal luogo nel quale è custodito, ovvero la Biblioteca del Palazzo Nazionale di Ajuda, a Lisbona. È un manoscritto in pergamena in folio, scritto da un'unica persona in lettere gotiche e corredato di numerose miniature. Restò incompleto: appaiono i testi poetici, ma le miniature non vennero terminate né venne copiata la musica, che ha uno spazio riservato sotto i versi della prima strofa di ogni cantiga.
La sua data più probabile gira intorno all'anno 1280. Contiene unicamente cantigas de amor, un tipo di composizione lirica di evidenti origini provenzali. Raccoglie un totale di 310 cantigas, delle quali 56 sono comuni con il Canzoniere della Biblioteca Vaticana e 189 con il Canzoniere Colocci-Brancuti, entrambi posteriori a quello di Ajuda. È il più antico dei tre principali canzonieri galiziano-portoghesi conservati e il più affidabile di tutti per essere stato redatto in epoca trobadorica alla corte di Alfonso X il Saggio.
Le prime edizioni complete risalgono al 1824 e al 1849, sebbene l'edizione classica è quella realizzata da Carolina Michaëlis de Vasconcelos nel 1904.